# Henryk Rosochowicz
Henryk Rosochowicz (ur. 19 stycznia 1900 w Miłosławiu, zm. 4 lutego 1942 w KL Auschwitz) – polski inżynier budowy okrętów, jeden z twórców podstaw polskiego okrętownictwa.
Henryk Rosochowicz należał do wąskiego grona Polaków pracujących na kierowniczych stanowiskach w przemyśle stoczniowym Gdańska okresu dwudziestolecia międzywojennego. Wokół przedwojennych inicjatyw, których był współtwórcą i animatorem, powstało środowisko inżynierskie dążące do stworzenia polskiego przemysłu stoczniowego. Po zakończeniu II wojny światowej ludzie ci w krótkim czasie uruchomili zniszczone stocznie, a także zbudowali od podstaw średnie i wyższe szkolnictwo okrętownicze.

## Życiorys
Henryk Rosochowicz przyszedł na świat w rodzinie Antoniego, plantatora z Miłosławia, działacza polskiego z czasów zaborów, i Kazimiery z domu Kluczyńskiej. Jeszcze przed odzyskaniem przez Polskę niepodległości rodzina Rosochowiczów osiadła w Toruniu.
W 1919 Henryk Rosochowicz przeniósł się do Gdańska i podjął studia na Wydziale Budowy Okrętów i Maszyn Okrętowych ówczesnej Königlich Preußische Technische Hochschule zu Danzig. Podczas studiów działał w Polskiej Korporacji Akademickiej Z.A.G. Wisła, następnie był w gronie założycieli Polskiego Związku Akademickiego Gedania w 1922. Należał do Bratniej Pomocy. Pod koniec studiów, w semestrze letnim 1924, był obok m.in. Witolda Urbanowicza w gronie pierwszych członków Koła Studentów Polaków Techniki Okrętowej Politechniki Gdańskiej „Korab”, założonej przez Albina Witka i Aleksandra Potyrałę pierwszej polskiej studenckiej organizacji naukowej z dziedziny okrętownictwa. Dyplom inżyniera budownictwa okrętowego uzyskał w 1924, już w Wolnym Mieście Gdańsku (WMG), na uczelni, której nazwa zmieniła się na Technische Hochschule der Freien Stadt Danzig.
Po studiach Henryk Rosochowicz podjął pracę w Wydziale Maszynowym Dyrekcji Kolei Państwowych w Gdańsku. W 1926 przeszedł do Rady Portu i Dróg Wodnych Gdańska, z ramienia polskiej delegacji w tej instytucji został zastępcą kierownika podległej jej Inspekcji Maszynowej, czyli stoczni remontowej obsługującej jednostki pływające rady. W parytetowym systemie zarządzania niektórymi instytucjami wolnego miasta, funkcjonującym pod nadzorem Ligi Narodów i godzącym interesy Polaków i Niemców z WMG w ten sposób, że gdy kierownicze stanowisko zajmował przedstawiciel jednej nacji, jego zastępcą musiał być reprezentant drugiej, oznaczało to w praktyce współkierowanie stocznią.
Zamieszkał w Nowym Porcie. Był aktywnym członkiem organizacji polonijnych na terenie WMG, m.in. Polskiego Klubu Morskiego i klubu sportowego „Gedania”.
W 1933, po przejęciu władzy w Gdańsku przez NSDAP, Rosochowicz był uczestnikiem incydentu, w którym Arthur Greiser, przyszły prezydent Senatu WMG, groził mu pistoletem. Greiser, ówcześnie członek niemieckiej delegacji Rady Portu i Dróg Wodnych, w szeregu publikacji prasowych poddał ostrej krytyce polską delegację rady oraz wszystkich Polaków pracujących w tej instytucji. W odpowiedzi Zjednoczenie Zawodowe Polskie zorganizowało wiec robotników i pracowników umysłowych portu, którego efektem było przyjęcie rezolucji wyrażającej zdecydowany protest. Następnego dnia Greiser udał się do Rosochowicza, wyciągnął broń i nawiązując do uchwały związku powiedział: – Proszę popatrzyć, jestem gotowy, to jest w porządku, wypróbowane i dobrze strzela. Rosochowicz ripostował: – Polacy tak szybko nie strzelają, my próbujemy raczej załatwiać całą sprawę w drodze porozumienia. W wyniku zajścia rząd polski wystosował do Senatu WMG notę protestacyjną.
Od zakończenia studiów Rosochowicz utrzymywał kontakt ze środowiskami akademickimi, w których działał. W 1936 zarząd „Korabia” wszczął starania o utworzenie organizacji inżynierów budownictwa okrętowego. Wszedł wtedy obok Albina Witka, Henryka Giełdzika i Witolda Urbanowicza w skład komitetu organizacyjnego z Franciszkiem Fojutem jako przewodniczącym. Po przygotowaniu statutu pierwsze zebranie Stowarzyszenia Polskich Inżynierów Budowy Okrętów (SPIBO) odbyło się 14 lutego 1937 w siedzibie Bratniej Pomocy, Polskim Domu Akademickim „Bratniak” we Wrzeszczu. Rosochowicz został wtedy wybrany prezesem SPIBO, do zarządu weszli też: Antoni Garnuszewski jako wiceprezes, Giełdzik, Witek, Bronisław Raciniewski i Zdzisław Sadowy.
W przededniu II wojny światowej Rosochowicz wywiózł z WMG swoje dzieci do rodziny w Toruniu, sam wrócił do obowiązków w porcie. Kilkanaście minut przed pierwszą salwą z pancernika Schleswig-Holstein w ramach realizacji niemieckiej Intelligenzaktion został aresztowany przez gestapo. Był uwięziony w Victoriaschule. W 1942 zginął w niemieckim obozie koncentracyjnym KL Auschwitz.

## Rodzina
Miał siostrę Janinę (1895–1927) i pięciu braci: Arnolda Jana (1889–1969), inżyniera budownictwa, przedsiębiorcę budowlanego i właściciela tartaku w Toruniu, działacza narodowego i społecznego; Zbigniewa (1891–1972), kupca; Mariana (1893–1950), inżyniera rolnictwa, dyrektora Stadniny Koni w Walewicach; Tadeusza (1898–1954), lekarza psychiatrę; Antoniego Floriana (1909–1977), prawnika.
Z żoną Jadwigą (1900–1938), pochodzącą z Chełmży, miał syna i dwie córki. Jedną z nich była prof. Barbara Wituszyńska (1929–2020), specjalizująca się w dziedzinie bromatologii, wieloletni pracownik Wydziału Farmaceutycznego z Oddziałem Medycyny Laboratoryjnej Akademii Medycznej w Gdańsku.